# Cameron Mitchell (giocatore di football americano)
Cameron Mitchell (Bolingbrook, 8 settembre 2001) è un giocatore di football americano statunitense che milita nel ruolo di cornerback per i Cleveland Browns della National Football League (NFL).

## Carriera

### Cleveland Browns
Al college Mitchell giocò a football all'Università Northwestern. Fu scelto nel corso del quinto giro (142º assoluto) del Draft NFL 2023 dai Cleveland Browns. Debuttò come professionista subentrando nella gara del primo turno contro i Cincinnati Bengals mettendo a segno un tackle. Il 7 novembre fu inserito in lista infortunati. La sua prima stagione si chiuse con 18 placcaggi, un sack e due passaggi deviati in 13 presenze, di cui 3 come titolare.